# Snägdådammen
Snägdådammen var en damm (sjö) i Timrå kommun i Medelpad och ingår i Indalsälvens huvudavrinningsområde. Sjön har en area på 0,0683 kvadratkilometer och ligger 80,6 meter över havet. Sjön avvattnas av vattendraget Masugnsbäcken.

## Delavrinningsområde
Snägdådammen ingår i det delavrinningsområde (693875-157912) som SMHI kallar för Inloppet i Lögdösjön. Medelhöjden är 105 meter över havet och ytan är 4,43 kvadratkilometer. Räknas de 7 avrinningsområdena uppströms in blir den ackumulerade arean 15,22 kvadratkilometer. Masugnsbäcken som avvattnar avrinningsområdet har biflödesordning 3, vilket innebär att vattnet flödar genom totalt 3 vattendrag innan det når havet efter 8,5 kilometer. Avrinningsområdet består mestadels av skog (86 procent). Avrinningsområdet har 0,07 kvadratkilometer vattenytor vilket ger det en sjöprocent på 1,5 procent.